# MK John Wilson Trophy

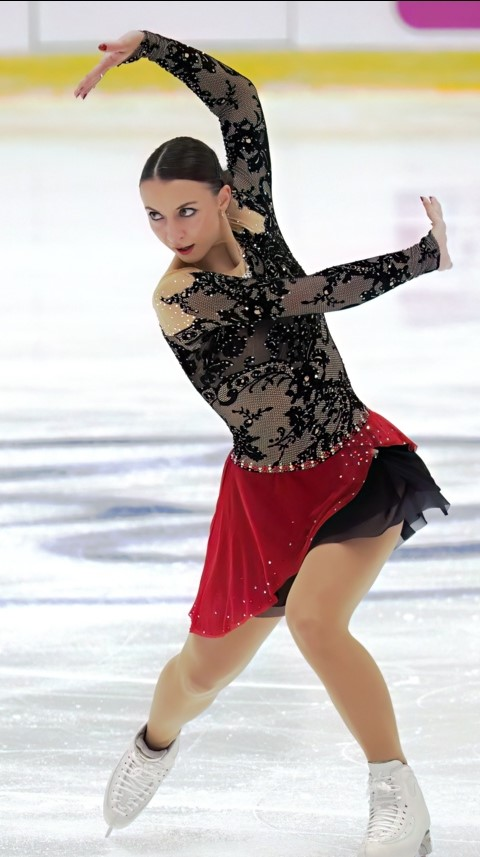
Die siebenfache Deutsche Meisterin Nicole Schott bei der MK John Wilson Trophy 2022

Die MK John Wilson Trophy ist ein internationaler Eiskunstlauf-Wettbewerb, der vom britischen Eissportverband British Ice Skating ausgerichtet wird. In der Eiskunstlauf-Saison 2022/23 bildet er einen Teil der ISU-Grand-Prix-Serie.

## Geschichte
Im Sommer 2022 gab die Internationale Eislaufunion bekannt, dass zwei der üblichen Wettbewerbe der Grand-Prix-Serie ausfallen werden: der Cup of Russia, dessen Austragung dem russischen Verband als Reaktion auf den russischen Überfall auf die Ukraine nicht gestattet wurde, und der Cup of China, den der chinesische Verband aufgrund der Unvereinbarkeit mit den lokalen COVID-19-Schutzmaßnahmen aussetzte. Sie wurden durch Wettbewerbe in Finnland und Großbritannien ersetzt. Die erste MK John Wilson Trophy fand vom 11. bis 13. November 2022 in Sheffield statt. Sponsor und Namensgeber des Wettbewerbs ist der traditionsreiche britische Kufenhersteller John Wilson.

## Medaillen

### Männer
| Jahr | Austragungsort | Gold          | Silber           | Bronze    |
| ---- | -------------- | ------------- | ---------------- | --------- |
| 2022 | Sheffield      | Daniel Grassl | Deniss Vasiļjevs | Shun Satō |

### Frauen
| Jahr | Austragungsort | Gold       | Silber         | Bronze               |
| ---- | -------------- | ---------- | -------------- | -------------------- |
| 2022 | Sheffield      | Mai Mihara | Isabeau Levito | Anastassija Gubanowa |

### Paarlauf
| Jahr | Austragungsort | Gold                            | Silber                     | Bronze                          |
| ---- | -------------- | ------------------------------- | -------------------------- | ------------------------------- |
| 2022 | Sheffield      | Alexa Knierim / Brandon Frazier | Sara Conti / Niccolo Macii | Letizia Roscher / Luis Schuster |

### Eistanz
| Jahr | Austragungsort | Gold                             | Silber                    | Bronze                          |
| ---- | -------------- | -------------------------------- | ------------------------- | ------------------------------- |
| 2022 | Sheffield      | Charlène Guignard / Marco Fabbri | Lilah Fear / Lewis Gibson | Marjorie Lajoie / Zachary Lagha |